# Marliens
Marliens é uma comuna francesa na região administrativa da Borgonha-Franco-Condado, no departamento de Côte-d'Or. Estende-se por uma área de 4,37 km². Em 2010 a comuna tinha 607 habitantes (densidade: 138,9 hab./km²).